# Tutto fa parte di noi
Tutto fa parte di noi è l'album d'esordio del gruppo musicale Cattive Abitudini (ex Peter Punk).

## Tracce
1. Voglio andare – 1:49
2. Quello vero – 1:41
3. Coffi sciop – 3:03
4. Superman – 2:27
5. L'occhio del ciclone – 2:38
6. Resta con me – 3:40
7. Magico – 1:27
8. Lettera a Dio  – 2:44
9. Quando il sogno muore – 3:12
10. Mimf – 1:52
11. La grande fuga – 2:27
12. Giudy rum – 2:24
13. Vola – 1:51
14. Viva la sincerità – 2:22
15. Ogni volta – 1:48
16. Tutto fa parte di noi – 2:15
17. La solita scusa – 3:10 (22:23)

## Formazione
- Ettore Montagner - voce, basso
- Stefano Fabretti - chitarra
- Nicola Brugnaro - batteria